# Rava-Ruska
Rava-Ruska (ukrajinsky Рава-Руська; polsky Rawa Ruska; v jidiš ראווע / Rave‎; rusky Рава-Русская / Rava-Russkaja) je město na západní Ukrajině. Leží na říčce Rata na jižním okraji vysočiny Roztoččja, přímo na hranici s Polskem; administrativně spadá pod Lvovský rajón Lvovské oblasti (do roku 2020 pod Žovkevský rajón). Žije zde 8000 obyvatel, převážně Ukrajinců.

## Dějiny
První písemná zmínka je z roku 1455. Nejrychleji město rostlo na konci 19. století, kdy byl počet jeho obyvatel vyšší než dnes: roku 1880 zde žilo 10 500 obyvatel, převážně Poláci a Židé. Rozvoj přinesly také železnice Jarosław – Sokal a Lvov – Bełżec. Po nacistické okupaci, kdy bylo zmasakrováno židovské obyvatelstvo, připadla Rava Sovětskému svazu a okolí proťala nepřirozená, přímá hranice. 6000 Francouzů a Belgičanů, kteří přežili věznění v blízkém koncentračním táboře, založilo sdružení Ceux de Rawa-Ruska.
Po roce 1991, kdy Ukrajina získala nezávislost, byl otevřen hraniční přechod s polskou obcí Hrebenne na silnici Varšava – Zamość – Lvov; železniční přechod je využíván jen pro nákladní dopravu, několik osobních vlaků denně míří do Sokalu a přes Žovkvu do Lvova. Ve městě je k vidění několik církevních památek.

## Osobnosti
- Olgierd Górka (1887–1955) – polský historik, publicista a diplomat
- Iryna Vereščuková (* 1979) – ukrajinská politička